# Steve Ross
Steven Jay Ross (Brooklyn, 5 de abril de 1927 - Los Angeles, 20 de diciembre de 1992) fue un empresario y filántropo estadounidense. Fue el Director ejecutivo de Time Warner Inc., Warner Communications y Kinney National Services, Inc.

## Biografía

### Infancia
Ross nació bajo el nombre de Steven Jay Rechnitz el 17 de septiembre de 1927 en Brooklyn, Nueva York, hijo de inmigrantes judíos. Su padre, que perdió todo su dinero durante la Gran Depresión, cambió el apellido a "Ross" con la esperanza de encontrar trabajo con menos luchas. Ross asistió al Colegio Paul Smith durante dos años y luego se unió a la Marina de los Estados Unidos. Después de su servicio militar, fue a trabajar a la tienda de su tío en el Garment District en Manhattan.

### Carrera
En 1953, se casó con Carol Rosenthal, la hija de un propietario de la funeraria de Manhattan, Edward Rosenthal, que operaba la compañía funeraria más grande de los Estados Unidos, Riverside Memorial Chapel, donde aceptó el empleo como director. Después de notar que las limusinas utilizadas en las procesiones fúnebres no se usaban por la noche, convenció a su suegro de que le permitiera establecer una compañía separada que alquilaría los vehículos por las tardes. La compañía fue sólidamente rentable y permitió a Ross obtener financiación bancaria para iniciar una compañía de alquiler, Abbey Rent a Car.
Posteriormente fusionó Abbey con un operador de estacionamiento, la Kinney Parking Company, que entonces era propiedad de las figuras criminales de los barrios bajos Manny Kimmel y Abner Zwillman; Y agregó un negocio de limpieza de oficios (que era propiedad conjunta de la funeraria y un primo de su suegro). La empresa resultante, Kinney National Services, fue tomada en público en 1962 con una valoración de mercado de $12.5 millones. En 1964, Kinney National adquirió el fabricante de pisos de madera Circle Floor de Seymour y Paul Milstein por $15 millones, y Paul permaneció como gerente de la unidad hasta 1971.
Ross se desempeñó como presidente de la compañía y trasladó la firma desde el centro de Newark a 10 Rockefeller Plaza. En 1966, Kinney se expandió en el negocio del entretenimiento comprando la agencia de talento de Ashley-Famous y luego en 1969, Kinney pagó $400 millones por el estudio de cine Warner Bros.-Seven Arts. Dos años más tarde, después de girar sus activos que no eran de entretenimiento, Kinney National Services se renombró Warner Communications con Ross como co-CEO de 1969 a 1972.

### Warner Communications
En 1971, Warner se expandió en el negocio de la televisión por cable comprando varias pequeñas compañías de cable. Compitió directamente con las tres grandes cadenas de televisión que dominaban la emisión de televisión, creyendo en el potencial de la difusión restringida, mediante la cual se desarrollaron canales por cable separados para dirigirse a públicos específicos con intereses más estrechos, reflejando el modelo de la estación de radio. Este enfoque pionero llevó a la creación de los exitosos canales de televisión por cable como MTV y Nickelodeon, que fueron vendidos posteriormente con un gran beneficio.
En 1972, Ross fue nombrado director ejecutivo, presidente y Chairman de Warner Communications. Introdujo un programa de compensación basado en incentivos y devolvió la responsabilidad a sus gerentes intermedios. Su apoyo y compromiso con sus empleados, combinados con lucrativos incentivos financieros y un estilo de gestión sin manos, inspiraron una profunda lealtad. Muchos empleados lo vieron como una figura paterna, "Steve era mucho lo que deseo que mi padre fuera", dijo Steven Spielberg. Spielberg dedicó la película La lista de Schindler de 1993 a Ross.
En 1976, Warner Communications compró Atari, Inc. y tuvo gran éxito con sus consolas Atari 2600. En 1983, Atari se derrumbó, dejando a Warner Communications vulnerable a una adquisición hostil. Rupert Murdoch intentó comprar Warner, pero Ross pudo impedirlo vendiendo un 20% de Warner a Chris-Craft Industries (entonces controlada por Herbert J. Siegel).
En 1979, que necesitaba financiación para expandir su negocio de televisión por cable, Ross se asoció con American Express, convenciendo a sus ejecutivos del potencial de vender tarjetas de crédito AmEx directamente a los clientes de televisión por cable de Warner. Warner-AmEx Cable se estableció y Warner recibió una inyección de capital muy necesaria. Las expectativas de ventas cruzadas de AmEx nunca se materializaron y en 1984, Warner compró la participación restante de American Express. El negocio de la televisión por cable finalmente se convirtió en la piedra angular de la empresa hasta que se modificó y vendió en 2009.
En 1989, Warner Communications se fusionó con Time Inc. en un acuerdo de $14 mil millones creando la mayor compañía de medios y entretenimiento de la época. La fusión fue vista como un ajuste perfecto: el negocio de Warner era 40% internacional mientras que el negocio de Time era 91% por ciento doméstico; Warner no tenía revistas mientras que Time tenía 23 títulos; Warner tenía el mayor negocio de discos del mundo mientras que Time no estaba involucrado en la música; y ambos eran grandes en el negocio de cable de capital intensivo donde las economías de escala importaban. Originalmente anunciado como una combinación de iguales con Ross y J. Richard Munro de Time Inc. como codirector de operaciones, después de un año de la fusión, Ross se convirtió en el único CEO. En 1989, Time Warner poseía: revistas Time, People y Sports Illustrated (las tres mayores publicaciones publicitarias en la edición americana); El estudio de Warner Brothers en Hollywood; Las compañías discográficas Warner, Atlantic, Elektra y Asylum; Libros de Warner; DC comics; Home Box Office (HBO) y algunos de los sistemas de televisión por cable más grandes del país.

### Vida personal
Ross se casó tres veces:
- En 1953, se casó con Carol Rosenthal. Se divorciaron en 1978. Tuvieron dos hijos:
  - Toni Ross Salaway. Ella era casada con Jeffrey H. Salaway, que murió en 2006. Poseyeron y funcionaron el restaurante de Nick & Toni en el Hampton del este, Nueva York.[8] Tienen dos hijos, Sara y Noah.[9]
  - Mark Ross, un productor de música. Mark Ross tuvo dos hijos con su esposa Cinthia Ross. Caroline Ross (nacida en 2002) y Brian Ross (nacido en 2001).
- En 1980, se casó con Amanda (née Mortimer) Burden, la hija de Barbara (née Cushing) Mortimer (quien más tarde se casó con el presidente de CBS, William S. Paley). Se divorciaron 16 meses después.[2]
- En 1982, se casó con Courtney Sale, hija de una próspera familia de Bryan, Texas. Ella salió con Ross antes de su matrimonio con Amanda Burden y después de su divorcio, reavivaron la relación finalmente casarse.[10] Permanecieron casados hasta su muerte en 1992. Tuvieron una hija, Nicole.[11]

### Fallecimiento
Ross murió el 20 de diciembre de 1992, debido a las complicaciones del cáncer de próstata, de las cuales sufrió en sus últimos años. Clint Eastwood dedicó su Óscar a la mejor película, que ganó por Unforgiven, en memoria de Ross.

## Visionario
Steve Ross se considera a menudo un hombre "adelantado" de su tiempo. Ross se movió ante muchos de sus competidores para apostar fuertemente en el potencial mundial de televisión por cable, discos, videos y otros experimentos. Algunas de sus ideas fueron exitosas y otras fracasaron, pero influyó definitivamente en el desarrollo de los medios de comunicación y el entretenimiento con sus ideas. "Si usted no es un tomador de riesgos", dijo una vez, "usted debe conseguir el infierno de negocio".
El temprano interés de Ross por la televisión por cable le ayudó a imaginar canales de televisión por cable (narrowcasting) –creados para audiencias específicas– MTV y Nickelodeon fueron lanzados y desarrollados expresamente para servir al público joven. Hoy en día estos dos canales siguen siendo exitosos, y el universo de televisión por cable está ahora lleno de cientos de canales, especializado en muchos temas.
Otros proyectos que Ross apoyó no fueron tan exitosos como MTV y Nickelodeon, pero ciertamente dejó una marca en la televisión y ayudó a dar forma a la televisión que estamos disfrutando hoy. Un proyecto importante fue QUBE. Qube fue lanzado en 1977 en Columbus, Ohio y era la visión de Ross de cómo la televisión podría llegar a ser interactiva. Aunque este juicio no tuvo éxito, fue un paso importante para lo que se conoció como televisión avanzada. De alguna manera, el proyecto Qube falló porque estaba por delante de su tiempo. QUBE llevó a nuevos intentos de Warner para integrar más servicios a la televisión por cable. Entre ellos destaca la red de servicios completos que fue lanzada en 1994 en Orlando, Florida. Ross también apoyó a Atari de 1977 a 1983, llevando la primera consola de videojuegos de gran éxito a millones de hogares en todo el mundo. Durante varios años, Atari fue un lucrativo negocio para Warner Communications, pero en 1983 se derrumbó. Aunque muchos de los proyectos excesivamente ambiciosos de Ross fracasaron, algunos de estos fracasos dieron forma al futuro éxito en las industrias de videojuegos y cable.

## Deportes
Ross es también conocido por promover y popularizar el fútbol en los Estados Unidos. Fue uno de los grupos que fundaron New York Cosmos en 1971. Impulsado por la visión de Ross y respaldado financieramente por su Warner Communications, el club trajo a las estrellas de fútbol Pelé y Franz Beckenbauer, así como a otros destacados jugadores como Carlos Alberto Torres, Vladislav Bogićević, Johan Neeskens y Giorgio Chinaglia.
Ross fue introducido en el deporte a finales de 1960 por uno de sus ejecutivos de negocios Nesuhi Ertegün de Atlantic Records, la compañía discográfica cofundada por el hermano de Nesuhi y también el entusiasta del fútbol Ahmet Ertegün. Los dos hermanos trabajaron para Ross a principios de los años 70 después de que Atlantic fuera comprado en 1967 por Warner Bros.-Seven Arts que a su vez fue comprado por la Kinney National Company dos años más tarde. Cuando Nesuhi Ertegün tuvo una oportunidad de negocio que requeriría salir de la empresa, Ross ofreció cualquier cosa en un intento de mantenerlo. Ertegün expresó su deseo de tener un club de fútbol creado y Ross, un aficionado de los deportes en general, obligado. Después de la Copa Mundial de Fútbol de 1970, el acontecimiento que Ertegüns solía establecer contactos en el mundo del fútbol lanzando partidos pródigos uno de los cuales fue atendido por Pelé, los hermanos volvieron a Nueva York, y Ross llevado a su promesa para él, y por mucho tiempo el asociado, Jay Emmett, llamó y convenció a otros ocho ejecutivos de que aportaran 35.000 dólares cada uno para establecer una nueva franquicia de fútbol que competiría en la lucha de la Major League Soccer.
En noviembre de 1982, cuando Colombia fue elegido anfitrión de la Copa Mundial de Fútbol de 1986, renunció a organizar el evento por razones económicas. Ross invocó todas sus conexiones de fútbol y realizó una gran campaña para llevar el torneo a Estados Unidos, incluyendo la reunión con el presidente de la FIFA João Havelange, pero en mayo de 1983 la FIFA decidió a México como anfitrión sustituto. Estados Unidos fue anfitrión de la Copa Mundial de Fútbol de 1994.